# 菲利佩·巴洛伊
菲利佩·巴洛伊（Felipe Baloy，1981年2月24日—）是一位已退休的巴拿馬足球員。他在2018年國際足協世界盃對英格蘭的比賽中踢進一球，是巴拿馬國家足球隊在世界盃的第一顆進球。

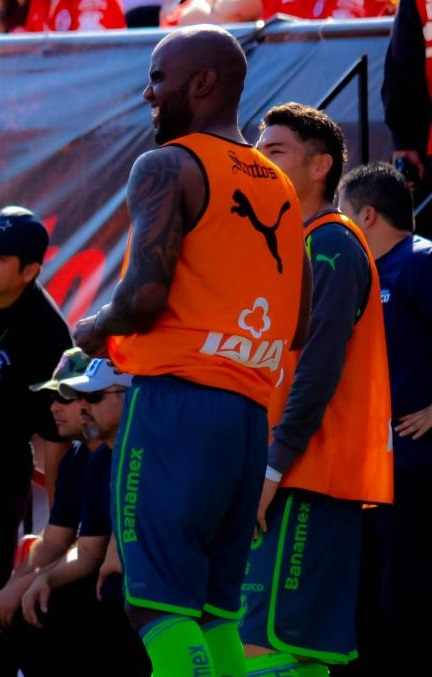
菲利佩·巴洛伊